# Leonardo Viera Contreras
Leonardo Viera Contreras (* 18. Januar 1907 in Tuxpan, Jalisco; † 2. Dezember 1977 in Ciudad Guzmán) war ein mexikanischer Geistlicher und römisch-katholischer Bischof von Ciudad Guzmán.

## Leben
Leonardo Viera Contreras empfing am 30. Mai 1931 das Sakrament der Priesterweihe für das Bistum Colima.
Am 25. Juli 1967 ernannte ihn Papst Paul VI. zum Bischof von Colima. Der Erzbischof von Guadalajara, José Kardinal Garibi y Rivera, spendete ihm am 8. September desselben Jahres die Bischofsweihe; Mitkonsekratoren waren der Koadjutorerzbischof von Guadalajara, Francisco Javier Nuño y Guerrero, und der emeritierte Bischof von Colima, Ignacio de Alba y Hernández. Am 25. März 1972 ernannte ihn Paul VI. zum Bischof von Cuernavaca. Die Amtseinführung fand am 30. Juni desselben Jahres statt.
Am 7. Juli 1977 trat Leonardo Viera Contreras als Bischof von Ciudad Guzmán zurück.